# Robert Grassmann
Robert Grassmann est un éditeur, écrivain, journaliste et mathématicien prussien né le 8 mars 1815 à Szczecin (à l'époque Stettin en Prusse) et mort le 14 août 1901 dans la même ville. Il est le frère cadet de Hermann Günther Grassmann, avec qui il a collaboré, à de multiples reprises dans le domaine des mathématiques et du journalisme politique.

## Biographie
Robert Grassmann est l'un des douze enfants de Justus Grassmann, un professeur de physique et de mathématiques au lycée de Stettin, où Robert a grandi.
Il a étudié les sciences naturelles, la philosophie et la théologie dans les universités de Berlin et de Bonn, avant de revenir s'établir à Stettin d'abord en tant que maître d'école, puis, après avoir effectué son service militaire et passé son certificat d'enseignement, en tant que professeur du secondaire dans les établissements de la ville. 
En 1846, il fonde une société savante et commencer à collaborer avec son frère Hermann, d'abord dans la rédaction de manuels scolaires.
Lors de la révolution de Mars de 1848, les frères commencent une activité de journaliste et d'éditeurs. Ils publient des articles et fondent un journal, les Norddeutsche Zeitung afin de diffuser leurs opinions conservatrices, arguant en faveur d'une Allemagne unifiée sous le sceptre de la dynastie Hohenzollern, mais dans un cadre constitutionnel. 
Après la fin de la révolution, Robert Grassmann maintient quelques années l'activité d'éditeur tandis que Hermann se retire de l'affaire en 1851. 
Un accident y met cependant fin en 1854 : Après l'explosion d'un engin à vapeur dans son imprimerie, Robert revend le Norddeutsche Zeitung et se consacre à ses activités littéraires pendant quelques années. 
Il collabore aux travaux mathématiques de Hermann, sur des sujets de théorie des nombres et de géométrie, qui aboutiront à la publication de l'Ausdehnungslehre, important texte qui tente de refonder la géométrie sur des bases algébriques et est un texte fondateur de l'algèbre linéaire. 
Il travaille aussi à l'écriture de textes historiques sur la Bible. 
En 1861, il revient à l'édition et publie des éditions de la Bible Hébraïque et du Talmud, et commence à publier de nouveaux journaux en 1865, Stettiner Zeitung et Pommersche Zeitung.
Après des aléas financiers, c'est son fils Gustav Grassmann qui reprend l'essentiel de la gestion de l'imprimerie, ce qui permet à Robert d'écrire et publier de nombreux textes scientifiques et philosophiques.
À partir de 1872 et jusqu'en 1890, Robert Grassmann est conseiller municipal (Stadtverordneter) de Stettin, et combat politiquement la Social-Démocratie et les libres-penseurs. 
En 1872, il publie Formenlehre oder Mathematik, texte dans lequel il expose notamment une conception nouvelle de la logique mathématique, basée sur les travaux de Hermann, et proche de celle de George Boole dont il ignore apparemment les travaux. Les travaux des deux frères Grassmann dans ce domaine auront par la suite une influence sur Ernst Schröder,.
À la fin de sa vie, il rédige un traité monumental, abordant de très nombreux domaines de la connaissance, intitulé Das Gebaüde des Wissens (L'Édifice du Savoir), qu'il fait paraître à partir des années 1880.
Il meurt le 14 août 1901.

## Publications
- Atomenlehre, 1862
- Formenlehre oder Mathematik, 1872
- Erdgeschichte oder Geologie, 1873
- Wissenschaftslehre, 1875-1876, 4 t.
- (de) Robert Grassmann, Das Gebäude des Wissens, 1890.